# 1870年硬幣法令
《1870年硬幣法令》（英語：Coinage Act 1870；33 & 34 Vict c 10）是英國國會的一項法令。它述明了英國硬幣的公制重量。例如，它將索維林的重量定義為7.98805克。該法令已由《1971年硬幣法令》廢除。《2007年成文法編正法令》附表1的第2條及第4部為愛爾蘭共和國保留了該法令。
該法令還將鑄幣廠廠長（Master of the Mint）及蘇格蘭鑄幣廠董事長（Governor of the Mint of Scotland）的頭銜授予財政大臣，蘇格蘭鑄幣局於1707年停止鑄造硬幣。
該法令還賦予英國政府在海外大英屬地建立造幣廠分廠的權力。1907年，應加拿大政府的要求，英國政府行使這一權力在渥太華建立了造幣廠分廠。1931年，當渥太華的皇家加拿大鑄幣廠完全由加拿大控制時，該授權被廢除。
當代歷史表明，該法令受到喬治·弗雷德里克·安塞爾（George Frederick Ansell）的批評的影響。